# Bambus
Bambus (Bambusoideae) er en samlebetegnelse for forveddede græsser fra subtropiske og tropiske egne og dermed teknisk set græs. Den omfatter ca. 1.000 arter, som er inddelt i ca. 90 slægter.
Bambus har hjemme i de tropiske fugtige områder i Østasien. De lange stængler er hårde som ben og de er hule. Bambus har en vandret grenet rodstok med tætte skud. De sidste kan vokse med op til 30 centimeter i døgnet. Der findes dog arter, der kan vokse næsten en meter om dagen. Man har endda observeret en plante, der voksede 121 cm på 24 timer. 
Bambus kan danne store ufremkommelige skove. De største bambus kan blive 40 meter høje og 30 centimeter tykke. De blomstrer først, når de bliver ca. 60 år eller med et mellemrum på ca. 60 år. Herefter visner hovedparten af de overjordiske dele af planten. En del planter dør helt, men de fleste overlever, og der vokser efter kort tid nye skud frem fra det underjordiske rodnet, hvorefter planten fortsætter sin cyklus.
En mindre bambusart kan vokse i danske haver og kan overleve vinteren. Deres stængler, som kan fås i mange tykkelser, bliver brugt til en lang række formål, herunder husbyggeri, møbler, vandrør, broer, både, musikinstrumenter, legetøj, husgeråd, papir og tekstiler.
Før i tiden har bambus været så speciel, at man imiterede det med træ.
Bredemuseet har en imiteret bambusstol.
Danmarks største bambussamling findes i det zenbuddhistiske kloster i Østermarie på Bornholm.
Pandaen lever næsten udelukkende af nye skud og blade fra bambus. Mennesker kan spise de unge skud, og et kiselindhold i rørene anvendes som medicin.
| Slægter |

Undertribe Arthrostylidiinae
- Actinocladum
- Alvimia
- Arthrostylidium
- Athroostachys
- Atractantha
- Aulonemia (Matudacalamus)
- Colanthelia
- Elytrostachys
- Glaziophyton
- Merostachys
- Myriocladus
- Rhipidocladum

Undertribe Arundinariinae
- Acidosasa
- Ampelocalamus
- Arundinaria
- Borinda
- Chimonocalamus (Sinarundinaria)
- Drepanostachyum
- Fargesia
- Ferrocalamus
- Gaoligongshania
- Gelidocalamus
- Himalayacalamus
- Indocalamus
- Oligostachyum
- Pseudosasa
- Sasa
- Thamnocalamus
- Yushania

Undertribe Bambusinae
- Bambusa (Dendrocalamopsis)
- Bonia (Monocladus)
- Dendrocalamus (Klemachloa, Oreobambos, Oxynanthera, Sinocalamus)
- Gigantochloa
- Dinochloa
- Holttumochloa
- Kinabaluchloa (Maclurochloa, Soejatmia)
- Melocalamus
- Sphaerobambos
- Thyrsostachys

Undertribe Chusqueinae
- Chusquea (Dendragrostis, Rettbergia)
- Neurolepis (Planotia)

Undertribe Guaduinae
- Apoclada
- Eremocaulon (Criciuma)
- Guadua
- Olmeca
- Otatea

Undertribe Melocanninae
- Cephalostachyum
- Davidsea
- Leptocanna
- Melocanna (Beesha)
- Neohouzeaua
- Ochlandra
- Pseudostachyum
- Schizostachyum
- Teinostachyum

Undertribe Nastinae
- Decaryochloa
- Greslania
- Hickelia
- Hitchcockella
- Nastus
- Perrierbambus

Undertribe Racemobambodinae
- Racemobambos (Neomicrocalamus, Vietnamosasa)

Undertribe Shibataeinae
- Brachystachyum
- Chimonobambusa
- Indosasa
- Furebambus (Phyllostachys)
- Qiongzhuea
- Semiarundinaria
- Shibataea
- Sinobambusa
- Temburongia (incertae sedis)

## Anvendelsesområde
Bambus finder anvendelse i mange sammenhænge. Eksempelvis anvendes bambus inden for:
- Asiatisk kampkunst/kampsport hvor bambus anvendes som træningsredskab. I Indien anvendes bambus som træningsredskab i forbindelse med Silambam og i Japan i forbindelse med Kendo.
- Møbelindustrien